# غيرد غايزر
غيرد غايزر (بالألمانية: Gerd Gaiser)‏  ـ (ولد في أوبرريكسينجن في 15 سبتمبر 1908 – ومات في رويْتلنجن في 9 يونيو 1976) هو أديب ألماني.

## حياته
درس جايزر في البداية اللاهوت الإنجيلي, ثم تحول إلى دراسة الرسم في شتوتغارت وكونيجسبورغ ودريسدن. وحصل في العام 1934 على الدكتوراه في تاريخ الفن من جامعة توبنجن. وقد أُسِر في الحرب العالمية الثانية في إيطاليا. عمل بعد نهاية الحرب رساما ومعلما ثم منذ عام 1962 بروفيسورا للتربية الفنية في معهد العالي التربوي في رويْتلنجن. تزوج بالرسامة إيرينه فيدمان.

## أدبه
يرسم جايزر في رواياته وقصصه بأسلوب شعري شخصيات ذات ملامح حزينة وغامضة.

## روابط خارجية
- غيرد غايزر على موقع مونزينجر (الألمانية)